# Toine Horvers
Antonius (Toine) Petrus Johannes Maria Horvers (Loon op Zand, 22 maart 1947) is een Nederlands multidisciplinair kunstenaar, werkzaam als beeldhouwer, graficus, installatiekunstenaar, performancekunstenaar, tekenaar, videokunstenaar, en collagist.

## Biografie
Toine Horvers is geboren in 1947 te Loon op Zand. Hij volgde van 1965 tot 1970 zijn opleiding aan de Academie voor Beeldende Vorming in Tilburg. Hierna studeerde hij aan de Theaterschool in Amsterdam. Na zijn afstuderen in 1979 kregen zijn artistieke uitingen een concrete vorm. In zijn performancekunst focuste hij bewegingen van het lichaam. Inspiratie hiervoor vond Horvers in balletlessen, theaterlessen en ontwikkelingen in performance, conceptuele en minimalistische kunst. Later maakte Horvers ook gebruik van andere kunsten zoals de tekenkunst en kreeg taal een belangrijke rol in zijn werken. 

## Werk
Aanvankelijk focuste Horvers zich enkel op performancekunst en bewoog hij zich daarin als een beeldhouwer. Hij gebruikte de traditionele kenmerken van de beeldhouwkunst zoals ritme, massa en volume en voegde daar zelf aspecten van de performancekunst zoals beweging en tijdsduur aan toe. In zijn performances zocht Horvers de frictie op binnen de natuurwetten door veel aandacht te schenken aan de zwaartekracht. Horvers was zowel de ontwerper van zijn kunst als het onderwerp. De beweging van zijn lichaam en de vormingen van zijn spieren stonden centraal. Andere materialen en elementen die Horvers vaak toevoegde aan zijn performances waren staal en lichtinval. Marcus Bergner recenseerde de BBC performances van Horvers, genaamd DAY am/pm (2015). Bergner stelde: "At the core of these performances one recognizes the voice’s capacity for instigating and revealing original but also enigmatic instants of presence, and, as such, bringing attention to the way, as the psychoanalyst Denis Vasse has explained: “The voice is never represented: it represents, it is the act of presence which represents itself.” " Volgens Bergner staat de stem centraal in de performance van Horvers en heeft deze het vermogen om originele maar ook raadselachtige momenten van aanwezigheid op te wekken. 
Horvers ontwikkelde zijn kunst verder door ook steeds meer taal en schrijfwerk toe te voegen. Zo werkte hij zijn performances uit op papier en werden de teksten op deze manier literaire kunstwerken. Ook probeerde hij andere gebeurtenissen in taal te vatten zoals bijvoorbeeld een wolk die voorbij drijft. In latere uitvoeringen kwamen zijn vroegere kunsten samen; beweging en woord kregen een gezamenlijke plek. Voortvloeiend uit diverse performances volgden ook verschillende tekeningen. Rond 1990 voerde Horvers een performance uit waarbij hij met trommelstokken op carbonpapier sloeg waardoor er vlekjes op het papier ontstonden. In de jaren die hierop volgde werkte Horvers vaker met de tekenkunst, maar stond wederom taal vaak centraal. Zo maakte hij tekeningen gebaseerd op landkaarten.

## Tentoonstellingen
De werken van Horvers zijn in verschillende musea, instellingen en tentoonstellingen geëxposeerd en maken  deel uit van verschillende collecties, zoals de stadscollectie van Museum Boijmans-Van Beuningen, de collectie van het Teylers Museum, het Kunstmuseum Den Haag, het Van Abbemuseum te Eindhoven, het Centraal Museum te Utrecht en het Stedelijk Museum Schiedam. 

### Brabant Biënnale 1980
Horvers nam in 1980 deel aan de Brabant Biënnale. Deze biënnale had als doel om een beeld te schetsen van de beeldende kunst in Brabant. Deelnemende instellingen waren het Van Abbemuseum (Eindhoven), De Beyerd (Breda), Kultureel Sentrum (Tilburg), het Marikiezenhof (Bergen op Zoom) en 't Meyhuis (Helmond). Horvers voerde een performance uit in Tilburg en Eindhoven met de titel 'Monumentaal' waarbij gerichte bewegingen vanuit de ruimte en de bewegingen van het menselijke gestalte centraal stonden.

### PHOEBUS
Gedurende het weekend van 1 tot en met 4 november 2018 exposeerde galerie PHOEBUS te Rotterdam een solotentoonstelling met alle tekeningen van Horvers. Bij 'alle tekeningen, alle ruimtes' werden alle tekeningen tentoongesteld die Horvers ooit had gemaakt. Daarnaast werd een geluidsinstallatie van Horvers gepresenteerd en voerde Horvers zelf twee performances uit, 'Panorama Inis Oírr' (2004) en 'Copying as a ritual act' (2011). Horvers heeft vaak samengewerkt met galerie PHOEBUS. 

### LIMA
Enkele performances van Horvers zijn opgenomen in de digitale databank van LIMA. LIMA is een instelling die zich bezighoudt met conservering en distributie van mediakunst en onderzoek doet naar mediakunst. Buitenvertoningen (1980), 5 series bewegingen (1981), Balance 3 (1983) en Rolling (1986) zijn te vinden op mediakunst.net, een site die ontwikkeld is door onder andere LIMA.

## Lijst met selectie van performances
| Jaartal | Titel                                   | Locatie                                                                         |
| ------- | --------------------------------------- | ------------------------------------------------------------------------------- |
| 1980    | Monumentaal                             | Tilburg en Eindhoven                                                            |
| 1984    | Crossing                                | Tilburg                                                                         |
| 1985    | Etmaal voor Berlage                     | Haags Gemeentemuseum                                                            |
| 1988    | Day                                     | Beurs van Berlage                                                               |
| 1992    | Clouds 7                                | Ministerie van Volkshuisvesting, Ruimtelijke Ordening en Milieubeheer, Den Haag |
| 1994    | Ringwave 5                              | Stadskantoor Leeuwarden                                                         |
| 1995    | Names: Crossing Australia               | University of Wollongong AU                                                     |
| 1997    | Names, sections of the Head             | St John's College Chapel, Cambridge UK                                          |
| 1999    | Zeetijding                              | Theater Rotterdam                                                               |
| 2004    | Inis Oirr panorama                      | verschillend                                                                    |
| 2005    | Trajecten                               | Erasmus Medisch Centrum Rotterdam                                               |
| 2007    | Light selfportraits live                | Galeria ON Poznan, PL                                                           |
| 2008    | Tim Etchells` selfportrait, performance | Rotterdamse Schouwburg                                                          |
| 2009    | Nombres de Calles                       | San Agustin, Havana, Cuba                                                       |
| 2011    | Copying as a ritual act 2               | Pallas Projects Dublin                                                          |
| 2012    | rolling 6 Luchtsingel                   | Luchtsingel Rotterdam                                                           |
| 2014    | Chartres, one voice                     | Entrepot Fictief Gent B                                                         |
| 2015    | Rotation 1                              | Theun Okkerse Pictura Dordrecht                                                 |